# Карл Вільгельм фон Ауершперг
Карл Вільгельм Філіп фон Ауершперг (нім. Karl Willhelm Philipp Fürst von Auersperg; 1 травня 1814, Прага — 4 січня 1890, Прага, Австрійська імперія) — австрійський і австро-угорський державний діяч; міністр-президент Цислейтанії в 1867-1868. Князь.

## Біографія
Карл Вільгельм фон Ауершперг народився 1 травня 1814 в Празі, належав до династії імперських князів Ауершпергів. Брат Адольфа Вільгельма Даніеля фон Ауершперга — міністр-президент Цислейтанії в 1871-1879.
Вперше як політичний діяч проявив себе в 1840-х, представляв інтереси богемського дворянства в Ландтазі Богемії; примикав до опозиції канцлера Меттерніха.
Після революційних подій 1848 перейшов в табір німецьких лібералів, став противником чеського національного руху.
У 1861-1883 (з перервами) — знову член богемського ландтагу. 23 квітня 1872 призначений оберстландмаршалом (головою) земельної парламенту; займав цю посаду до 31 травня 1883. Одночасно в 1861-1890 — член Палати панів (Heerenhaus) Рейхсрата; був президентом палати.
Після прийняття Австро-угорської угоди і його закріплення в Грудневій конституції, 30 грудня 1867 призначений міністр-президентом Цислейтанії. На період роботи уряду довелося прийняття «травневих законів» (25 травня 1868), що обмежували конкордат імперії з Католицькою Церквою; вводили світський шлюб, свободу віросповідання і відокремили від церкви школу.
Проявив себе як прихильник централізації. Проводив переговори з чехами, проте був не згоден з позицією міністра закордонних справ Бейста і внутрішніх справ Тааффе, вважаючи, що їх пропозиції про федералізацію Цислейтанії є надмірними. 24 вересня 1868 Ауершперг покинув пост глави уряду.
Після відставки знову обіймав посади голови ландтагу Богемії і Палати панів. Виступав проти автономії Чехії; пропозицій уряду Потоцького і «Фундаментальних статей», вироблених урядом Гогенварта.
Після 1883 відійшов від активного громадського життя. Помер 4 січня 1890 в рідному місті.
Був одружений з графинею Ернестіна фон Тольна (1831-1901), але дітей у цьому шлюбі не було. Наступним главою роду — 9-м князем фон Ауершперг — став його племінник Карл Марія Александр (1859-1927), Майбутній австрійський політичний діяч.